# Aquilla Smith
Aquilla Smith (Nenagh, 28 aprile 1806 – 1890) è stato un antiquario e numismatico irlandese.

## Biografia
Aquilla Smith era il figlio più giovane di William Smith e di sua moglie Catherine Doolan. 
Studiò a una private school a Dublino e poi al Trinity College nella stessa città. Intraprese la professione medica, carriera in cui si distinse, ricevendo una laurea honoris causa dalla sua università nel 1839; fu anche king's professor di materia medica e farmacia alla School of physic dal 1864 al 1881, e dal 1851 al 1890 rappresentò l'Irish College of Physicians alla conferenza della formazione medica.
Smith fu un membro attivo della Royal Irish Academy dal 1835 fino alla sua morte nel 1890, e in vita fu riconosciuto come la migliore autorità delle monete irlandesi, di cui aveva una grande collezione. 
Alla sua morte la sua collezione di monete e gettoni irlandesi fu acquistata dell'accademia per 350 sterline. La Numismatic Society gli conferì, per i suoi servizi la sua medaglia nel 1884. 
Smith fu autore di diversi scritti su argomenti antiquari, in particolare di numismatica. I suoi più importanti contributi al dipartimento di archeologia furono pubblicati in Transactions and Proceedings of the Royal Irish Academy, 1839–53; in Transactions of the Kilkenny Archæological Society, 1852–63; nel Numismatic Chronicle, 1863–83, e dalla Irish Archæological Society. 
Dei suoi scritti su argomenti medici il più rilevante è un resoconto su  Origin and Early History of the College of Physicians in Ireland, pubblicato nel Journal of Medical Science (vol. xix.).
In sua memoria nel 1932, su richiesta del figlio, Walter G. Smith, al Trinity College di Dublino è stato istituito un premio, che porta il suo nome, per gli studenti in medicina.

## Pubblicazioni scelte
- On the Irish Coins of Edward IV (1840)
- On the Irish Coins of Henry VII (1843)
- On Scotch Coins and Counterfeits in Ireland (1850)
- Kilkenny Tradesmen's Tokens (1852)
- On the Irish Coins of Mary (1855)